# Gerena (Séville)
Pour les articles homonymes, voir Gerena.
Gerena est une commune située dans la province de Séville de la communauté autonome d’Andalousie en Espagne.

## Administration
| Période                                  | Période | Identité | Étiquette | Qualité |
| ---------------------------------------- | ------- | -------- | --------- | ------- |
| N/A                                      | N/A     | N/A      | N/A       | Maire   |
| Les données manquantes sont à compléter. |         |          |           |         |

## Personnalités liées à la commune
- Manuel Escribano, matador espagnol,
- Les 17 Roses de Guillena, résistantes républicaines, fusillées par les nationalistes durant la guerre d'Espagne[1].

## Sources
- (es) Cet article est partiellement ou en totalité issu de l’article de Wikipédia en espagnol intitulé « Gerena » (voir la liste des auteurs).

1. ↑  (es) lavozdelsur.es, « La matanza de las 17 rosas de Guillena, más de 80 años sin justicia », sur lavozdelsur.es, 6 novembre 2018 (consulté le 23 octobre 2022)